# NGC 7553
NGC 7553 ist eine Linsenförmige Galaxie vom Hubble-Typ S0 im Sternbild Pegasus nördlich des Himmelsäquators. Sie ist schätzungsweise 239 Millionen Lichtjahre von der Milchstraße entfernt und hat einen Durchmesser von etwa 30.000 Lichtjahren.
Im selben Himmelsareal befinden sich u. a. die Galaxien NGC 7547, NGC 7549, NGC 7550, NGC 7558.
Das Objekt wurde am 2. November 1850 vom irischen Astronomen Bindon Blood Stoney, einem Assistenten William Parsons, entdeckt.